# Lill-Jansskogen

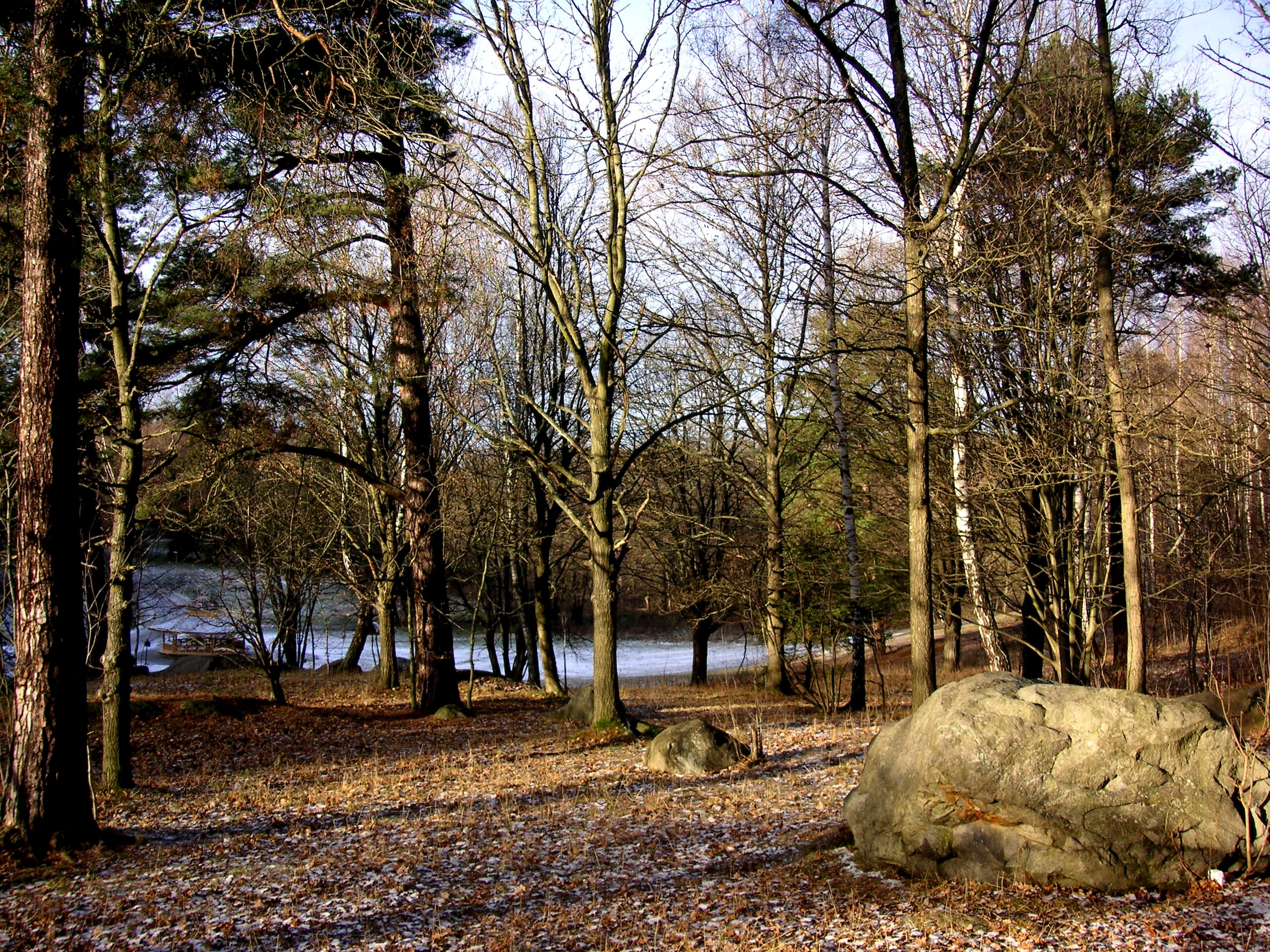

Der Lill-Jansskogen (deutsch Wald des kleinen Jans) ist ein Waldgebiet in der schwedischen Hauptstadt Stockholm.
Im Rahmen der Olympischen Reiterspiele 1956 von Stockholm wurden hier Teile des Geländeritts im Vielseitigkeitsreiten ausgetragen.